# Aisling Bea
Aisling Bea (kiejtése: /ˈæʃlɪŋ/), születési nevén Aisling Cliodhnadh O’Sullivan (1984. március 16. –) ír színésznő, humorista, író.

## Gyermekkora és iskolái
Kildare megyében született. Édesapja, Brian lovakra specializálódott állatorvos volt, Aisling három éves volt, amikor meghalt. Aislinget és húgát, Sinéadet édesanyjuk, Helen (lánykori nevén Moloney) nevelte fel, aki középiskolai tanár, zsokéoktató és korábbi hivatásos zsoké.
Nagyapja, Mícheál Ó Súilleabháin író volt, apja nagynénje, Siobhán Ní Shúilleabháin pedig drámaíró. Liam O'Flynn zenész a család barátja volt.
Bea 13 éves volt, amikor édesanyja elmondta neki, hogy az apja öngyilkos lett. A ‘Bea’ művésznevet édesapja emlékére vette fel. 2017-ben cikket írt a The Guardiannek arról, hogyan viselte a családja az apja öngyilkosságát.
Bea katolikus iskolába járt, majd francia nyelvet és filozófiát tanult a dublini Trinity College-ban. Egyetemi évei alatt egy szkeccstársulat tagja volt, majd Londonba költözött, hogy színjátszást tanuljon. 2008-ban fejezte be a London Academy of Music and Dramatic Art kétéves kurzusát.

## Pályafutása
A színiiskola elvégzését követően megpróbált színházban elhelyezkedni drámai színésznőként. Ehelyett jobbára vígjátéksorozatokban kapott szerepeket, például játszott a Cardinal Burnsben és a Dead Bossban. A Dead Boss forgatása közben, 2011-ben elhatározta, hogy megpróbálkozik a stand-up comedyvel. 2012-ben elnyerte a Gilded Balloon So You Think You’re Funny-díját az Edinburgh Festival Fringe-en. 2013-ban jelölték az Edinburgh Comedy Awards legjobb újoncnak járó díjára a C’est La Bea című műsoráért.
A díjak által hozott ismertség fordulópontot jelentett a karrierjében, visszatérő vendég lett olyan televíziós műsorokban, mint a QI vagy az Insert Name Here. Yasmine Akrammal közösen írta és vezette a BBC Radio 4-en futott Micks and Legends sorozatot, amelyet Chortle-díjra jelöltek 2013-ban. 2014-ben elnyerte a British Comedy Awards legjobb női televíziós humorista díját, majd 2015-ben visszatért az edinburghi színpadra a Plan Bea című műsorával. 2016-ban az 8 Out of 10 Cats című műsorban szerepelt, majd 2017-ben a Taskmaster állandó tagja lett.
Mindezek mellett Bea televíziós szitkomokban is játszott, mint a Trollied (2014–2015) vagy a The Delivery Man (2015), valamint krimikben, mint a Hajsza (2016)  és a Gyilkos nap (2018). 2018-ban Sara Pascoe-val együtt a BBC Radio 2 What’s Normal? című csevegőműsorának házigazdája volt. Ugyanebben az évben a Netflixen futó The Comedy Lineupban volt 15 perces saját blokkja.

## Filmográfia
| Év        | Cím                    | Szerep            | Megjegyzés                    |
| --------- | ---------------------- | ----------------- | ----------------------------- |
| 2009      | Fair City              | Cliodhna Norris   | 3 epizód                      |
| 2009      | We Are Klang           | ellenőr           | 1 epizód                      |
| 2009      | Roy                    | Ticket girl       | 1 epizód, hang                |
| 2009      | Belonging to Laura     | Leanne Thompson   | tévéfilm                      |
| 2010      | Inn Mates              | Elf               | pilot epizód                  |
| 2009–2014 | The Savage Eye         | több szereplő     | 4 epizód                      |
| 2010      | L.O.L                  | több szereplő     | pilot epizód, író is          |
| 2010      | Freedom                | Aisling           | Pilot                         |
| 2010      | Repülj velem!          | Mary O’Mara       | 1 epizód                      |
| 2011      | Lewis                  | szállodarecepciós | 1 epizód                      |
| 2011      | Holby Városi Kórház    | Amelia Warner     | 1 epizód                      |
| 2012      | Cardinal Burns         | Sally             | 5 epizód                      |
| 2012      | Dead Boss              | Laura Stephens    | 6 epizód                      |
| 2012      | In with the Flynns     | Naimah            | 1 epizód                      |
| 2012      | The Town               | Carly             | 3 epizód                      |
| 2012      | Trivia                 | Ruth              | 6 epizód                      |
| 2012      | Assassin’s Creed III   | Emily Burke       | hang; videójáték              |
| 2013      | Fit                    | több szereplő     |                               |
| 2013      | Soul Sacrifice         | Similia           | hang; videójáték              |
| 2013      | Quick Cuts             | vevő              | 1 epizód                      |
| 2013      | Tattooed               | Eve               | rövidfilm                     |
| 2013      | Very Few Fish          | Gráinne           | rövidfilm                     |
| 2014      | Playhouse Presents     |                   | 1 epizód                      |
| 2014      | The Architects         | Hayley            | BBC Radio 4 szitkom, 4 epizód |
| 2014      | The Assets             | Kara Jensen       | 1 epizód                      |
| 2014      | Vodka Diaries          | Nic               | Pilot epizód                  |
| 2014      | The Sunny              | Emma              | Pilot epizód                  |
| 2014–2015 | Trollied               | Charlie           | 13 epizód                     |
| 2015      | Funny Valentines       | Sarah             | Short 2 epizód                |
| 2015      | The Delivery Man       | Lisa              | 13 epizód                     |
| 2015      | The Trap               | Marie             | játékfilm                     |
| 2015      | Nish Kumar’s Christmas | ügynök            | rövidfilm                     |
| 2016      | Bullet to the Heart    | Jane              | rövidfilm, író is             |
| 2016      | Damned                 | Anne-Marie        | 1 epizód                      |
| 2016      | Hajsza                 | Kiera Sheridan    | 4 epizód                      |
| 2017      | Drunk History          | Guinevere         | 1 epizód                      |
| 2017      | Gap Year               | Kendra            | 2 epizód                      |
| 2018      | Gyilkos nap            | Mari Butler       | 5 epizód                      |
| 2018      | Plebs                  | Minerva           | 1 epizód                      |
| 2018      | I Feel Bad             | Simone            | 1 epizód                      |
| 2018      | Finding Joy            | Amelia            | 6 epizód                      |

## Fordítás
- Ez a szócikk részben vagy egészben  az   Aisling Bea című angol Wikipédia-szócikk ezen változatának fordításán alapul.  Az eredeti cikk szerkesztőit annak laptörténete sorolja fel. Ez a jelzés csupán a megfogalmazás eredetét és a szerzői jogokat jelzi, nem szolgál a cikkben szereplő információk forrásmegjelöléseként.